# روشن‌آباد (ششتمد)
روشن‌آباد، روستایی از توابع بخش شامکان و در شهرستان ششتمد استان خراسان رضوی ایران است.

## جمعیت
این روستا در دهستان ربع شامات قرار داشته و بر اساس سرشماری سال ۱۳۸۵ جمعیت آن ۲۱۳ نفر (۵۶ خانوار) بوده‌است.
درآمد مردم این روستا بیشتر در بخش کشاورزی با کاشت گندم، جو، زعفران، یونجه، چغندر قند، و … می‌باشد. و در بخش دامداری نیز فعالیت دارند.